# Kyoto Sanga FC
Kyoto Sanga FC (Japans: 京都サンガＦＣ, Kyōto Sanga Efushī) is een voetbalclub uit Kyoto in Japan die speelt in de J-League 2, de op een na hoogste divisie in Japan. Voorheen stond de club bekend als Kyoto Purple Sanga.

## Geschiedenis
Kyoto Sanga FC wordt opgericht in 1922 als Kyoto Shihan FC en is daarmee een van de oudste voetbalclubs in Japan. Het is van oorsprong de club van de pedagogische hogeschool van Kioto, Shihan is het Japanse woord voor leraar. Tot 1993 speelt de club in de Japan Soccer League, in 1994 treedt het toe tot de J-League als Kyoto Purple Sanga. Purple is het Engelse woord voor paars en verwijst naar Kioto als de herkomstplaats van de keizerlijke familie Japan. Sanga is een woord uit het Sanskriet en betekent verzameling of gemeenschap. Het verwijst naar het intellectuele karakter van de club in haar oorsprong.
De club verandert begin 2007 haar naam in Kyoto Sanga FC. In de ogen van het bestuur is het woord purple overbodig geworden en is de naam Kyoto Sanga voldoende.

## Erelijst

### J-League 2
- Winnaar in 2001 en 2005
- Promotie in 2007 (3e plaats, via play-off)

### Emperor's Cup
- Winnaar in 2002

## Eindklasseringen
- Eerst wordt de positie in de eindranglijst vermeld, daarna het aantal teams in de competitie van het desbetreffende jaar. Voorbeeld 1/18 betekent plaats 1 van 18 teams in totaal.

| Jaar | J1    | J2   |
| ---- | ----- | ---- |
| 1996 | 16/16 |      |
| 1997 | 14/17 |      |
| 1998 | 13/18 |      |
| 1999 | 12/16 |      |
| 2000 | 15/16 |      |
| 2001 |       | 1/12 |
| 2002 | 5/16  |      |
| 2003 | 16/16 |      |
| 2004 |       | 5/12 |
| 2005 |       | 1/12 |
| 2006 | 18/18 |      |
| 2007 |       | 3/13 |
| 2008 | 14/18 |      |
| 2009 | 12/18 |      |

## Bekende (oud-)spelers
- Ruy Ramos
- Kazuyoshi Miura
- Daisuke Matsui
- Ryuzo Morioka
- Atsushi Yanagisawa
- Yuya Kubo
- Nedijeljko Zelić
- Wilfried Sanou
- Baltazar Maria de Morais Júnior
- Paulo Silas
- Park Ji-sung
- Daniel Sanabria
- Kevin Oris
- Jordy Buijs

## Bekende (oud-)trainers
- Hans Ooft
- Pim Verbeek